# Димчо Михалевски
Димчо Димитров Михалевски е български инженер и политик. Народен представител от парламентарната група на Коалиция за България в XLI и XLII народно събрание.

## Биография
Димчо Михалевски е роден на 24 октомври 1965 година в град Кърджали, България. Потомък на стар комитски род. Семейството му произхожда от смолянското село Славейно и може да проследи рода си до 1720 година. Димчо Михалевски е женен, има син и дъщеря. По професия е строителен инженер. Завършва промишлено и гражданско строителство в УАСГ. Магистър по политически мениджмънт от НБУ. Цялата му политическа кариера е свързана с общините и регионалното развитие. От 2000 до 2003 година е заместник-кмет на Кърджали. На местните избори през 2003 година е кандидат за кмет на родопския град от БСП. Губи от Хасан Азис от ДПС и става координатор по въпросите на регионалната политика във Висшия съвет на БСП. През 2005 година, когато БСП спечелва най-много гласове на парламентарните избори и се съставя тройната коалиция между БСП, НДСВ и ДПС, Димчо Михалевски става заместник-министър на строителството при министър Асен Гагаузов. Като заместник-министър работи за изграждането на Водното огледало в Кърджали. Михалевски е и поддръжник на идеята за отварянето на пътя за Гърция през Маказа, което значително съживява района. В XLII народно събрание Димчо Михалевски е председател на комисията по регионална политика и местно самоуправление и заместник-председател на парламентарната група на Коалиция за България. От парламентарната трибуна говори главно по теми, свързани с регионалното развитие, ВиК-сектора и общините. Обявен е за почетен гражданин на Златоград и почетен гражданин на Кърджали (посмъртно).

### Трудов опит
- Началник цех на Домостроителен комбинат, Кърджали (1990 – 1992)[3]
- Заместник-директор на „Строителство и строителни услуги“, Кърджали (1992 – 1994)[3]
- Изпълнителен директор на „Ковег“, Кърджали (1994 – 1998)[3]
- Управител на „Булгар Продукт“ ООД (1998 – 2000)[3]

### Политическа кариера
- Заместник-кмет на община Кърджали (2000 – 2003)[3]
- Координатор на отдел „Регионална политика“ във ВС на БСП (2004 – 2005)[3]
- Изпълнителен директор на „СД лайтинг“ АД (2004 – 2005)[3]
- Заместник-министър на регионалното развитие и благоустройството в правителството на Сергей Станишев[3]
- Избран за народен представител от листата на Коалиция за България в XLI НС от 22-ри МИР Смолян[3]
- Избран за народен представител от листата на Коалиция за България в XLII НС от 2-ри МИР Бургас[2]